# A Different Kind of Truth
A Different Kind of Truth — дванадцятий студійний альбом американського гурту Van Halen, представлений 7 лютого 2012 року. Це перший студійний альбом Van Halen після возз'єднання із вокалістом Девідом Лі Ротом у 2007 році, і перший — із басистом Вольфґанґом Ван Галеном.

## Про альбом
Практично весь альбом складається зі старих невиданих раніше пісень Van Halen, які були записані в хорошій якості та із незначними змінами. Наприклад, «She's the Woman» написана ще до того, як до гурту прийшов Майкл Ентоні, пісня «Tattoo» називалась «Down In Flames», «Blood and Fire» — це інструментальна композиція, написана Едді Ван Галеном у 1984 році для фільму Wild Life.
Практично всі композиції гурт виконував ще до моменту запису свого першого альбому.

## Обкладинка
Локомотив, зображений на обкладинці, це J-3A Дрейфус Хадсон, локомотив Нью-Йоркської центральної залізниці. Ця обкладинка сильно нагадує обкладинку альбому Movin' On гурту Commodores.

## Список композицій
Автор слів Девід Лі Рот, автор музики Van Halen. 
| #     | Назва                    | Тривалість |
| ----- | ------------------------ | ---------- |
| 1.    | «Tattoo»                 | 4:44       |
| 2.    | «She's the Woman»        | 2:56       |
| 3.    | «You and Your Blues»     | 3:43       |
| 4.    | «China Town»             | 3:14       |
| 5.    | «Blood and Fire»         | 4:26       |
| 6.    | «Bullethead»             | 2:30       |
| 7.    | «As Is»                  | 4:47       |
| 8.    | «Honeybabysweetiedoll»   | 3:46       |
| 9.    | «The Trouble with Never» | 3:59       |
| 10.   | «Outta Space»            | 2:53       |
| 11.   | «Stay Frosty»            | 4:07       |
| 12.   | «Big River»              | 3:50       |
| 13.   | «Beats Workin'»          | 5:02       |
| 49:58 |                          |            |

### Deluxe Edition DVD
| The Downtown Sessions | The Downtown Sessions        | The Downtown Sessions |
| #                     | Назва                        | Тривалість            |
| --------------------- | ---------------------------- | --------------------- |
| 1.                    | «Panama»                     | 5:33                  |
| 2.                    | «You and Your Blues» (Intro) | 3:20                  |
| 3.                    | «You and Your Blues»         | 3:32                  |
| 4.                    | «Beautiful Girls»            | 3:41                  |
| 16:11                 |                              |                       |

## Чарти

### Тижневі чарти
| Чарт (2012)                                          | Найвища позиція |
| ---------------------------------------------------- | --------------- |
| Австралія Australian Albums (ARIA)                   | 4               |
| Австрія Austrian Albums (Ö3 Austria)                 | 17              |
| Бельгія Belgian Albums (Ultratop Flanders)           | 51              |
| Бельгія Belgian Albums (Ultratop Wallonia)           | 25              |
| Канада Canadian Albums (Billboard)                   | 3               |
| Чехія Czech Albums (ČNS IFPI)                        | 9               |
| Данія Danish Albums (Hitlisten)                      | 8               |
| Нідерланди Dutch Albums (MegaCharts)                 | 12              |
| Фінляндія Finnish Albums (Suomen virallinen lista)   | 3               |
| Франція French Albums (SNEP)                         | 29              |
| Німеччина German Albums (Offizielle Top 100)         | 8               |
| Угорщина Hungarian Albums (MAHASZ)                   | 25              |
| Ірландія Irish Albums (IRMA)                         | 16              |
| Італія Italian Albums (FIMI)                         | 16              |
| Японія Japanese Albums (Oricon)                      | 3               |
| Нова Зеландія New Zealand Albums (Recorded Music NZ) | 14              |
| Норвегія Norwegian Albums (VG-lista)                 | 9               |
| Шотландія Scottish Albums (OCC)                      | 6               |
| Іспанія Spanish Albums (PROMUSICAE)                  | 35              |
| Швеція Swedish Albums (Sverigetopplistan)            | 4               |
| Швейцарія Swiss Albums (Schweizer Hitparade)         | 6               |
| Велика Британія UK Albums (OCC)                      | 6               |
| Велика Британія UK Rock & Metal Albums (OCC)         | 1               |
| США Billboard 200                                    | 2               |
| США Top Hard Rock Albums (Billboard)                 | 1               |
| США Top Rock Albums (Billboard)                      | 1               |
| США Top Tastemaker Albums (Billboard)                | 1               |

### Річні чарти
| Чарт (2012)                     | Позиція |
| ------------------------------- | ------- |
| Japanese Albums (Oricon)        | 89      |
| US Billboard 200 (Billboard)    | 71      |
| US Rock Albums (Billboard)      | 22      |
| US Hard Rock Albums (Billboard) | 3       |

## Сертифікації
| Регіон                                             | Сертифікація | Продажі |
| -------------------------------------------------- | ------------ | ------- |
| Канада (Music Canada)                              | Золотий      | 40 000^ |
| ^відвантаження, що базуються лише на сертифікаціях |              |         |